# Kraljica (glazbeni album)
Kraljica, četvrti po redu album Seke Aleksić, izdan 2007. godine u nakladi Grand Produkcije.

## Popis pjesama
- 1. Kraljica

Dragan Brajović-Braja, Dragan Brajović-Braja, Dejan Abadić
- 2. Aspirin

Filip Miletić-Miloš Roranović, Miloš Roganović-Filip Miletić, Dejan Abadić 
- 3. Boli stara ljubav

Aleksandar Perisić-Romario, Marina Tucaković, Dejan Abadić 
- 4. Poslednji let

Dragan Brajović-Braja, D.Brajović-Braja, Dejan Abadić 
- 5. Nije ona ta

D.Brajović-Braja, D.Brajović-Braja, Dejan Abadić 
- 6. Milostinja

D.Brajović-Braja, D.Brajović-Braja, D.Abadić 
- 7. Hirošima

A.Perisić-Romario, M.Tucaković, D.abadić 
- 8. Tesna koža

D.Brajović-Braja, D.Brajović-Braja, D,Abadić 
- 9. Impulsi

A.Perisić-Romario, M.Tucaković, D.Abadić 
- 10. Sokole moj

D.Brajović-Braja, D.Brajović-Braja, D.Abadić 
- 11. Reci gde smo mi

Sergej Ćetković, Sergej Ćetković, D.Abadić 

## Suradnici
Na četvrtom albumu Seki je, pored velikog broja vizažista, stilista i frizera koji su je dotjerali do savršenstva, u novom look-u pomogao i D. Brajović-Braja koji je napisao naslovnu pjesmu Kraljica.
Tu su još i autori Sekinih ostalih pjesama poput Dejana Abadić i Sergeja Četkovića te Marine Tucaković. A kao i na prošla tri, i na ovom je albumu za spotove i photo session bio zadužen Dejan Miličević.

## Novi projekti
Izavanjem novog albuma, Seka je pokrenula lavinu. Naime, osim albuma izdala je i dokumentarni film o svom privatnom životu, te nekoliko novih spotova i modnu liniju Queen.

## Vanjske poveznice
- Službeni sajt